# Greta Larkins
Greta Larkins est une actrice australienne, interprète notamment dans les séries télévisées Coups de génie (Wicked Science) et Guenièvre Jones (Guinevere Jones).

## Séries d'apparition
| Année     | Titre                                 | Genre                 | Rôle             |
| --------- | ------------------------------------- | --------------------- | ---------------- |
| 2002      | Guinevere Jones (Guenièvre Jones)     | Fantasy               | Tasha            |
| 2002      | Blue Heelers                          | Procédure policière   | Gretel Wagner    |
| 2004      | Fergus McPhail                        | Comédie               | Reinga           |
| 2005      | Scooter: Secret Agent                 | Comédie               | Karla            |
| 2005      | Holly's Heroes (Alice contre-attaque) | Drame                 | Jacinta Peterson |
| 2005-2006 | Wicked Science (Coups de génie)       | Fantasy-Comédie-Drame | Sasha Johnson    |